# Фуэнтес, Норберто
Норберто Фуэнтес (исп. Norberto Fuentes; род. 2 марта 1943, Гавана, Куба) — кубинский журналист и писатель, «прижизненный классик кубинской литературы», в настоящее время проживает в эмиграции в США.

## Биография
Норберто Фуэнтес родился в Гаване 2 марта 1943 года. Получил степень в области испано-американской литературы в Гаванском университете. Он работал журналистом в газетах «Сегодня» и «Гранма» и сотрудничал с изданиями «Мелла» и «Куба Интернасьональ» (ныне «Куба»). В 1961 году в качестве репортера провёл два года в горах Эскамбрая среди повстанцев, выступивших против режима Фиделя Кастро.
В 1968 году был издан его дебютный сборник рассказов «Проклятые округа» (исп. Condenados de Condado), которые были написаны им о восстании и повстанцах. За свой дебют в том же году он получил литературную премию Каса де лас Америкас. Однако писатель подвергся критике со стороны официальных властей. 
В 1971 году он был одним из писателей, проходивших по делу Эберто Падильи, обвинённому в подрывной деятельности за публичную критику режима Фиделя Кастро в здании Союза писателей и художников Кубы. Норберто Фуэнтес был единственным, кто был также обвинён в контрреволюции, но отпущен на свободу. В середине 1970-х годов начал работу над книгой «Хемингуэй на Кубе» (исп. Hemingway en Cuba), которая была издана в 1984 году с предисловием Габриэля Гарсиа Маркеса. В том же году интервью об Эрнесте Хемингуэе он получил у Фиделя Кастро, лично знакомого с писателем.
В 1980-х годах Норберто Фуэнтес был командирован в Анголу в качестве репортёра в дислоцированных в этой стране военных подразделениях Кубы. В итоге им была написана книга «Последнее святилище» (исп. El último santuario), за которую он был удостоен медали Воинов-интернационалистов I класса. В 1988 году писатель был членом кубинской делегации, которая вела переговоры о мирном соглашении, совместно с правительствами Анголы, ЮАР, США и СССР.
Норберто Фуэнтес стал диссидентом в 1989 году после процесса над его другом полковником милиции Антонио де ла Гуардиа и армейским генералом Арнальдо Очоа, которые были признаны виновными в контрабанде наркотиков и казнены. Процесс над ними был инициирован Раулем Кастро, которого самого подозревали в организации наркотрафика на Кубе.
В 1993 году писатель попытался бежать с острова на плоту, но был задержан. В следующем году, после голодовки и вмешательства Габриэля Гарсиа Маркеса, Карлоса Салиса и Фелипе Гонсалеса ему разрешили эмигрировать в США. Уже в эмиграции в 2004 году им была написана вымышленная «Автобиография Фиделя Кастро» (исп. La autobiografía de Fidel Castro). В настоящее время проживает в штатах Флорида и Виргиния и сотрудничает с латиноамериканскими и европейскими изданиями.

## Сочинения
- «Проклятые округа» (исп. Condenados de Condado, 2000)
- «Дом преступников» (исп. Cazabandido, части 1963 и 1969; 1970)
- «Единственная позиция» (исп. Posición Uno, 1982)
- «Хемингуэй на Кубе» (исп. Hemingway en Cuba, 1984)
- «Мы подверглись насилию» (исп. Nos impusieron la violencia, 1986)
- «Эрнест Хемигуэй: вновь открытое» (исп. Ernest Hemingway: Redescubierto, 1987)
- «Последнее святилище» (исп. El último santuario, 1992)
- «Нежные кубинские воины» (исп. Dulces guerreros cubanos, 1999)
- «Торговля наркотиками и революционные задачи» (исп. Narcotráfico y tareas revolucionarias, 2002)
- «Автобиография Фиделя Кастро» (исп. La autobiografía de Fidel Castro) — Том I «Другой рай» (исп. El paraíso de los otros, 2004). Том II («Абсолютное и недостаточная мощность» (исп. El poder absoluto e insuficiente, 2007)
- «Последний диссидент» (исп. El último disidente, 2008)